# ギリシャとトルコの住民交換

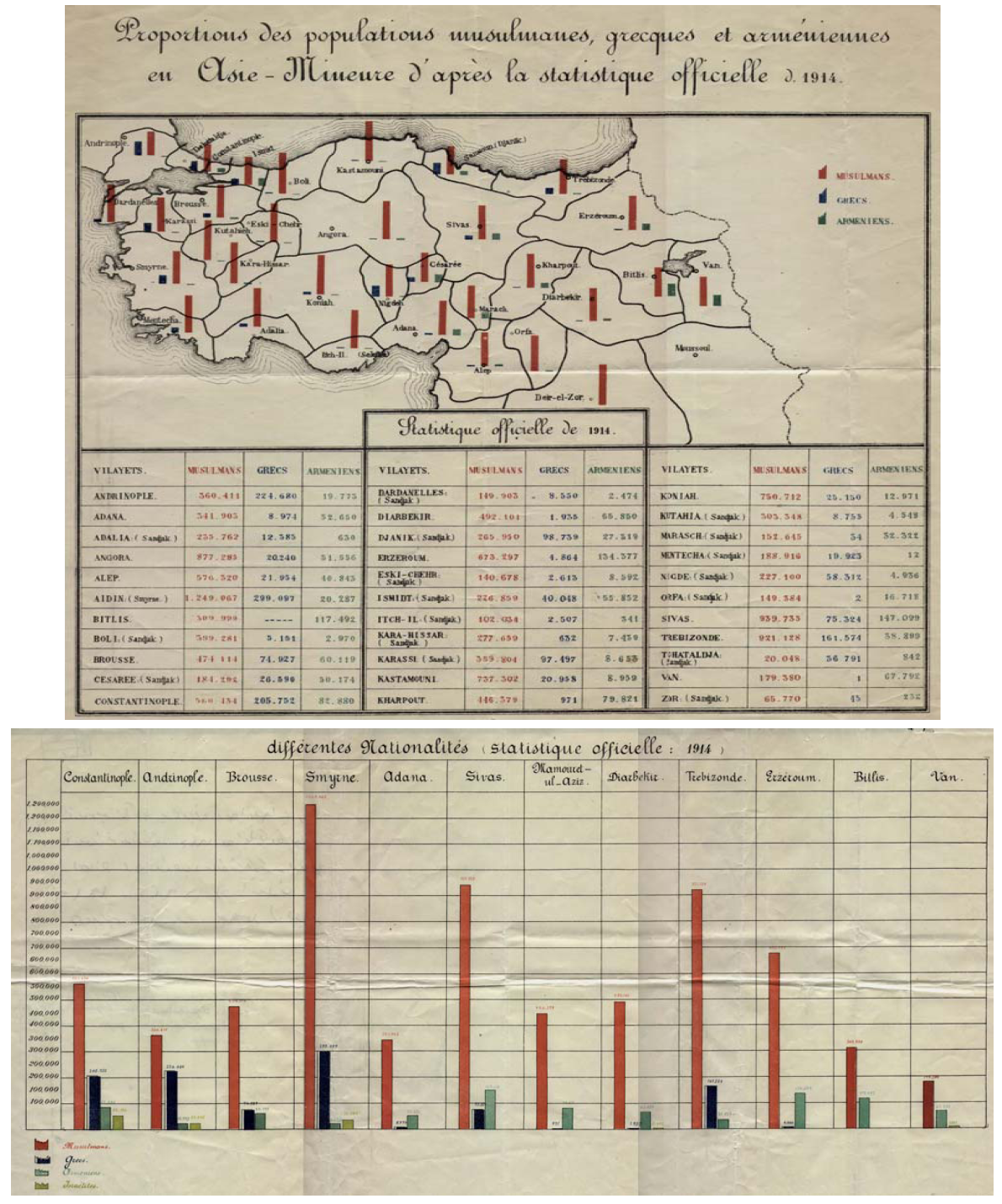
1914年のオスマン帝国の国勢調査(全てのミレットの総和)では総人口は2097万5345人でありギリシャ系は179万2206人である。

1923年のギリシャとトルコの住民交換（ギリシア語: Ἡ Ἀνταλλαγή, トルコ語: Mübâdele）は、住民の信仰に基づき、トルコ領内のギリシャ正教徒と、ギリシャ領内のイスラム教徒を交換したものである。トルコ領内に居住する正教徒は「ギリシャ人」と看做されてギリシャへ追放され、ギリシャ領内に居住するイスラム教徒は「トルコ人」と看做されてトルコ領内に追放された。これによって現代のギリシャとトルコが概ね「一国家一民族」の国民国家となった。しかし大規模な強制的な住民交換、あるいは「合意の上の相互追放」という民族浄化であり、その過程で多くの難民を出した。
『ギリシャとトルコの住民交換の合意書』は1923年1月30日にスイスのローザンヌでギリシャ王国とトルコ共和国との間で調印された。これはおよそ200万人もの人々（130万人のアナトリアのギリシャ人と35万4000人のギリシャ系イスラム教徒）を巻き込み、彼らのほとんどは、強制的に追放され、事実上、故国から国籍を剥奪された。
1922年の終わりまでに、小アジアのギリシャ人の大半が1914年から1922年のギリシャ人のジェノサイドの際に亡命しており、残るギリシャ人も1919年から1922年の希土戦争で敗者の側となった。複数の概算によれば、1922年の秋の間に、90万人のギリシャ人がギリシャに到着した。
住民交換はトルコによって公式の方針として認識され、恒久的なギリシャ人追放とされた。当初はトルコ領内の、新たに人口の減少した地域を占領するために、トルコから追放されたギリシャ人より少ない数のトルコ人がギリシャから新たに呼び寄せられた。このときギリシャは、新たな家財を失った「ギリシャ人難民」がトルコによってギリシャにもたらされたことを、ギリシャ系イスラム教徒のトルコへの移住とともに目の当たりにした。

## 歴史的背景
ギリシャを南端とするバルカン半島と、トルコ領土の大半を占めるアナトリア半島（小アジア）は極めて近接して向かい合っている。古代ギリシャ文明の拡大、ローマ帝国や東ローマ帝国（ビザンツ帝国）の統治を経て、オスマン帝国支配下となったアナトリアとバルカン半島南部では、スルタンら支配層はムスリムであったものの、キリスト教徒など多様な宗教を信じる諸民族が暮らしていた。
その後、ギリシャは独立。第一次世界大戦で、ギリシャは英仏などとともに連合国に加わって勝者となり、オスマン帝国など中央同盟国は敗れた。ギリシャとトルコの住民交換は、それに続くトルコ革命、トルコ独立戦争、希土戦争の結果である。トルコ軍を率いたムスタファ・ケマルはギリシャ軍を破ってアナトリア西岸のイズミルへ入城。その後、1922年11月1日のオスマン帝国滅亡に続き、1923年7月23日、スイスのローザンヌにおける交渉を経てトルコはギリシャなどと講和条約に調印し、バルカン半島側の東トラキアやイスタンブールを含む西方国境が確定した。
11月29日、大トルコ議会は「トルコ共和国」の建国を宣言した。すなわち領土のほとんどがムスタファ・ケマルの『1920年の国民協定』によって主張されていた領域を包含していた国家である。
トルコ国家は、ムスタファ・ケマルの「人民党」（後の共和人民党）が指導していた。独立戦争の終わりは、地域の新たな統治をもたらした。しかし新たな人口統計学上の、その多くが捨て去られてきた。また、都市再建の問題ももたらした。希土戦争は、略奪され破壊を受けた多くの居住地を残した。

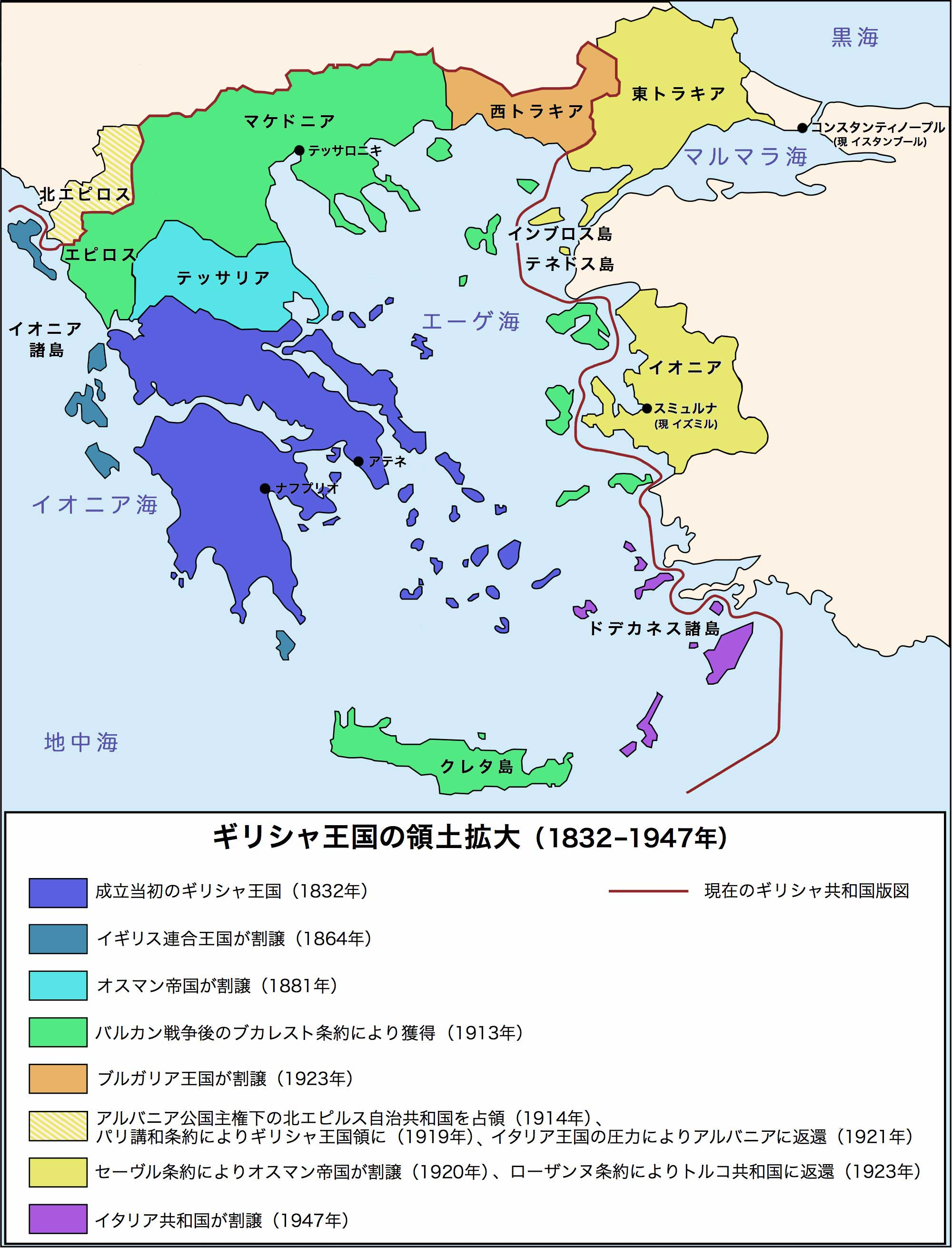
ギリシャの領土拡大。バルカン戦争後までに獲得した領土（緑まで）は2倍になっていたが、ギリシャ人の居住地域はその外にもあった。その後の希土戦争の結果として、セーヴル条約による獲得地を失うことがローザンヌ条約によって確定した。

バルカン戦争以後、ギリシャはその領土がほぼ2倍となった。そして国民はおよそ270万人から480万人に増加した。新たに併合した領土の人口によって、ギリシャの「マイノリティ」の人口は13％に増加し、第一次世界大戦の終わりには、20％に増加していた。これら併合した領土の民族集団のほとんどがイスラム教徒であり、ギリシャ人ではなかった。
これはアルバニアに隣接するチャメリア地域に居住するアルバニア人のケースにおいて、特に真である。
ローザンヌでの討議の間、ギリシャ人、トルコ人あるいはアルバニア人とは定義の正確性の問題は常に俎上にあった。
ギリシャとアルバニアの代表は、ギリシャのアルバニア人（ほとんどは北西部に住む）は全てが混血ではなく、トルコ人と区別しうるということを決定した。
アンカラに首都を置いたトルコ共和国政府はまだ、エルデク、アイワルク、メンテシェ、アンタルヤ、Senkile、メルスィンおよびアダナの移住に、チャメリアからアナトリアに、一千の「トルコ語話者」が到来すると予想していた。
最終的に、ギリシャ当局は、テスプロティア県、ラリサ、ラガダス、ドラマ、エデッサ、セレス、フロリナ、キルキス、カヴァラおよびテッサロニキのイスラム教徒の追放を決定した。1923年から1930年の間に、これら難民のトルコへの流入は、劇的にアナトリアの社会構造を変化させることになる。
トルコの公式発表では、ブルサ州だけで、1927年まで3万2315人のギリシャ由来の人々が居住していた 。

## 「交換」への道筋

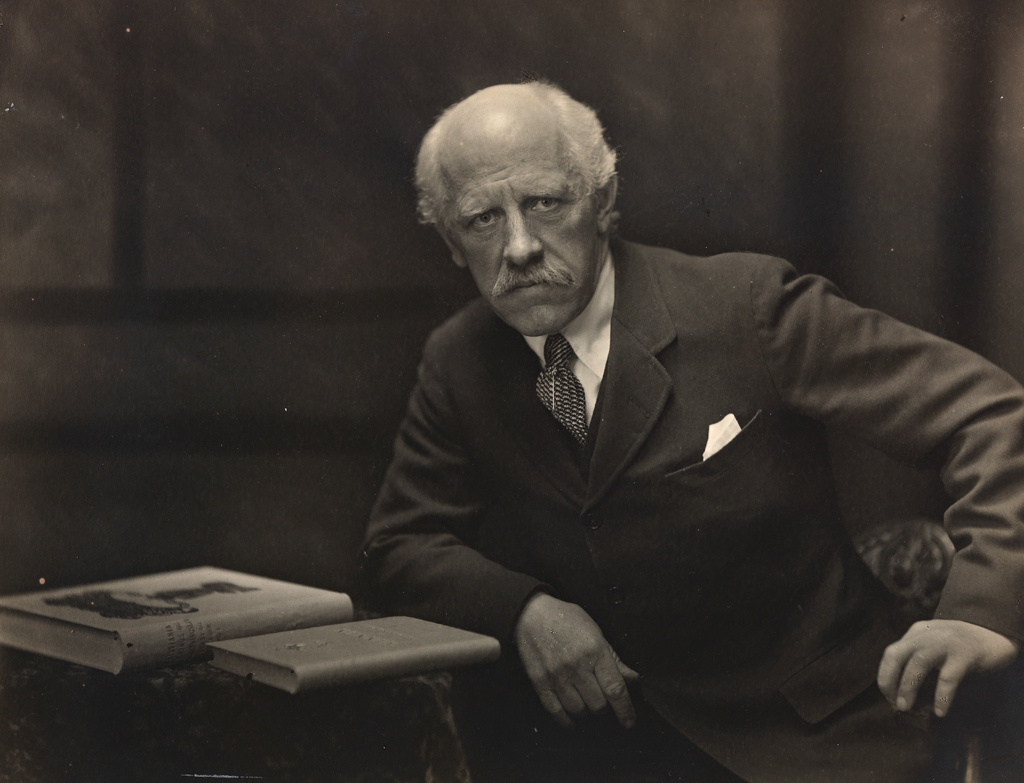
北極探検で知られるナンセンは外交官としてロシア革命後の内戦による難民の救済の事績などで1922年にはノーベル平和賞を受賞していた「難民の父」である。

複数のソースによれば、住民交換は、多くの人々にとって厄介で危険であったが尊敬される監督者によって実行された。

もし住民交換の目的が民族と国民を同じにすることであるなら、それはトルコギリシャ両国によってなされていた。たとえば1906年において、今日のトルコの国民の80％以上がイスラム教徒であった。1927年まで、トルコの人口の2.6%だけが非イスラム教徒であった。

住民交換の企画者は、国際連盟により委員に任命されたフリチョフ・ナンセンであった。初代難民高等弁務官としてナンセンはギリシャとトルコと西欧の利益を考慮しつつ、住民交換を提案し監督した。第一次世界大戦後のロシアとその他の難民の再定住の経験で練達の外交官として、このときナンセンは世界大戦で土地を失った人々のための新たな旅券、いわゆる『ナンセン・パスポート』を作成した。
彼は希土戦争の平和的解決を担当するために選ばれた。同戦争は最終的に両国が総て履行する住民交換の最初の段階のひな形を結実させた。
これほどの規模の強制的な住民交換は近代に試みられたことはなかったが、1919年のギリシャとブルガリアの住民交換のような、バルカンの先例は利用できた。
第一次世界大戦後の民族的緊張を改善するに十分ではないであろうギリシャとトルコ政府による合意ゆえに、住民交換は実行可能な選択肢として推進された。
アンカラ政府の代表によれば「トルコの少数民族の多数の改善は、とりわけあらゆる外国の介入およびあらゆる外部の挑発の排除次第」であると。
「これは、住民交換によって最も効果的に達成しうる」。そして「国家の安全のための最善とマイノリティの存在が」住民交換ののちには「国の法律によって、トルコの自由な政策よって、構成員がトルコ市民しての義務から逸脱していないすべてのコミュニティの認識とともに、これらを満たすのである」と。
住民交換はまた、バルカン半島での暴力の対応として便利である。「100万を超える食料あるいは避難すべき場所のないトルコ人が、ヨーロッパでもなくアメリカに存在し」、いかなる場合でも「あらゆる関心を持っていたのではなく進んで持とうとしている」。
住民交換は、数ある中で「最もラディカルな救済方法」と同様に、マイノリティ保護の最善の手段に見える。
ナンセンは、ローザンヌの交渉のテーブルはエスノナショナリズム、ではなく、「いささかの遅滞のない早急かつ効果的な結論を要する」「問題」だと信じていた。
彼は、ギリシャとトルコの難民の問題の経済的要素は最も注意するのに値すると信じていた。
「このような住民交換はトルコに直ちにそして最善の条件で、 かつてギリシャ人が放棄した耕作地の開発の継続の必要ある人々を提供することになるだろう。
イスラム教徒の市民のギリシャからの出発は、いまは町に収容されていて、ギリシャの各地にいる莫大な数の難民の自活の提供の可能性を作り出すことになるであろう」。
住民交換は「100万人以上の人々の「立ち退き」が必要になることを認め、ナンセンは困難は実のところ計り知れないものと認識していた。
彼は始めた。これら彼らの故郷から根こそぎになった人々を、見知らぬ新しい国に運び…放棄した彼らの個人的な財産を価値を算定し清算し記録をつけて、そして彼らにそれらの財産の価値の主張した分だけの支払いを保証して…

移民の所有物は保護され、彼らは「持ち運びのできる」持ち物の自身で運ぶことが許された。
それは、所有物は両国の間のエーゲ海を横断するだけでなくリストに記録することが必要であった。これらリストは償還のために両国政府に提出することになっていた。
住民の持ち物の問題を取り扱う委員会の設立ののち、この委員会は彼の不動産（家、車、土地など）のための個人への支払いの総額を決定した。
移民らは新天地で彼らが捨ててきたものを合算した新しい所有物を用意されることが約束された。
ギリシャとトルコは移民の持ち物の総額を計算し、余剰のある国は他方に支払った。
ギリシャに残された全ての所有物はギリシャ国家に帰属し、トルコに残された所有物は全てトルコ国家の帰属となった。
住民の性格の違いのせいでアナトリアに残されたギリシャの富裕なエリート層の持ち物はギリシャのイスラム教徒の農夫の所有物より大きかった。
M. Norman Naimark は、この条約はトルコにとって民族的に純粋な祖国を創造するための民族浄化運動の最後の部分だと主張した。
歴史家Dinah Sheltonは同様に以下のように書いた。
「ローザンヌ条約は国内のギリシャ人の強制的な輸送を完遂させた」。
イギリスの外務大臣カーゾン卿は、強制的な住民の交換が解決策になり、徹底的に悪い拙劣な解決方法であり、世界は向こう100年の間、重いペナルティを払うことになるだろうと遺憾の意を表した。
彼はそれに関係することをひどく嫌った。しかしながら、ギリシャ政府の示唆はばかげたものになった。それはトルコ政府の行動によってトルコからこれら人々を追い出す強制された解決策であると。

## 難民キャンプ
難民委員会は難民の再定住をフォローするための有効な計画を持っていなかった。
難民の定住の目的のためにギリシャに到着したとき、委員会は難民の数についても有効な土地の数についての統計的データを持っていなかった。
委員会がギリシャに到着したとき、ギリシャ政府は既に暫定的に 7万2,581の農民の家族を定住させており、ほぼ全てがマケドニア地方であった。そこはイスラム教徒の交換によって捨てられた場所で、土地の肥沃さは彼らの実用的で幸先のよい生活の設立を実現させた。
トルコでは、ギリシャ人によって放棄された土地は、住民交換による住民の流入以前に入って来た移民らによる略奪を引き起こした。
結果として、アナトリアでの難民の定住は、同様に大変困難であった。政府が資産を押さえる前に、これら故郷の多くの戦で立ち退いた人によって引き継がれていたためである。

## 「交換」の政治的経済的影響
1922年の戦争後、ギリシャのためにトルコを離れた100万人以上の人々は「間接的」「部分的」そして異なった構造を通じて、トルコとギリシャの統一に貢献していた。
トルコでは、独立の出発と強い経済的エリート、例えばギリシャ正教徒の人々は確固として支配的な国家のエリートから離れた。
事実、Caglar Keyder は以下のように記録している。「この大胆な方法（ギリシャとトルコの住民交換）が指摘していることは戦争の間に、トルコは（戦争前のおよそ90％の）商人階層を失い、共和国が成立したそのようなときには官僚制は確固たるものになっていた」。
1930年に自由共和党を支援する新興経済グループは単独政党の統治を反対なしで引き延ばすことはできなかった。
多党制への変化は1940年半ばではより強い経済集団次第であり、ギリシャの中流、上流経済階層の放逐のせいで、それは窒息していた。
したがって国民国家への変容の後も正教会信徒の集団が留まっていたら、トルコで単独政党による統治の登場の提起の準備がある社会の党派は存在しただろう。
ギリシャでは、トルコとは対照的に、難民の到着は君主の支配と共和主義者とは相対的に古い政治家を破った。
1920年代の選挙では新人の多くが エレフテリオス・ヴェニゼロスを支援した。
しかし、難民の不平の増大は、いくらかの移民がギリシャ共産党へ支持を変更したり、その強さの増進に貢献したりする事態を引き起こした。
イオアニス・メタクサス首相は、王の支援とともに、1936年に権威主義的体制の樹立で共産主義者に対抗した。
このようにして、戦争と戦争の間に、住民交換は間接的にギリシャとトルコの政治体制における変化を促進した。
多くの移民は渡航中あるいは移民船を待っている過酷な期間に、流行病で死亡した。
移民の死亡率は出生率の4倍以上となった。
到着の最初の数年は、ギリシャからの移民は、タバコ生産の農業的技能しか持っていなかったので、経済的生産には非効率であった。
これはかなりの経済的ロスを新しいトルコ共和国に作り出した。
他方で、離れたギリシャ人住民は、以前のオスマン帝国のカピチュレーション政策について国際貿易やビジネスに熟練した働き手であった。

## 他の民族集団への影響
現代の学者はギリシャ・トルコの住民交換は宗教的アイデンティティという面で定義しているので、住民交換はこれより一層難複雑である。
まったく1923年1月30日にローザンヌでの「ギリシャとトルコの住民交換の合意書」で具体化した、住民交換は民族的アイデンティティに基づいていた。
住民交換はトルコ、ギリシャ両国にとって、国民国家の形成における少数民族の浄化を法的に可能にした。
それにもかかわらず、住民交換の際して民族集団をトルコ人あるいはギリシャ人と決めるのに宗教は合法的な要素あるいは「安全な基準」として利用された。
結果として、ギリシャとトルコの住民交換は、トルコのアナトリアのギリシャ正教徒とギリシャのイスラム教徒を対象にしたものになった。
しかし、これらかつてのオスマン帝国の異質の性質のせいで、多くのほかの民族集団は、署名の後の数年間、合意の面に対して社会な、法的な正当性の要求を提起した。
これらの中には、プロテスタントやカトリックのギリシャ人、ギリシャ正教徒のアラブ人、アルバニア人、ロシア人、セルビア人、ルーマニア人、ギリシャ領内のマケドニアとイピロスのアルバニア人、ブルガリア人、ギリシャ系イスラム教徒そしてトルコ語を話すギリシャ正教徒がいた
。
ギリシャ、トルコの国民国家の下での異質な性格は、ローザンヌの交渉を形成する基準の制定には反映されなかった。
これは発表された合意書の第1章に明らかである。「1923年5月1日より、強制的なトルコ領内に居住するギリシャ正教徒のトルコ国民とギリシャ領内に居住するイスラム教徒のギリシャ国民の交換を行う」と。
合意は、イスラム教徒とギリシャ正教徒を交換の対象の集団にすると規定している。
この分類はオスマン帝国のミレット制度によって書かれた記録にしたがった。
確固とした定義の欠如において、公式なアイデンティティの求めを覆す容易に利用できる基準は、国民という概念のない数世紀にわたる共存の時代のちにはなかった。

## 排除

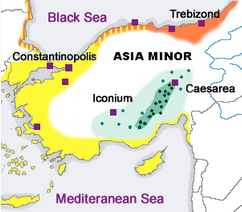
1910年のアナトリアにおけるギリシャ人の分布（Demotic Greek）。

セーブル条約はトルコに過酷な条項を課し、アナトリアのほとんどを連合国とギリシャの統制下に置いた。
スルタン、メフメト6世の条約の受諾はトルコの民族主義者を憤激させ、彼らはアンカラに対抗政府（アンカラ政府）を樹立し、条約の履行阻止のためにトルコ軍を再編した。
1922年の秋までに、アンカラを拠点とする政府はトルコの国境を確保し、アナトリア全域を支配主体として衰退したオスマン帝国政府とって代わった。
これら出来事に照らして、講和会議がスイスのローザンヌで、セーブル条約に代わる新しい条約を立案するために開催された。
会議参加のための招待は、アンカラ政府とイスタンブール政府の両方に広げられた。しかしアンカラ政府は1922年11月1日にスルタン制を廃止し、つづくメフメト6世のトルコからの亡命は、アンカラ政府をアナトリア実効支配する単独の主体とした。
ケマル・アタチュルクに率いられたアンカラ政府はその民族主義的プログラムを実現させるために素早く動いた。それは西アナトリアの重要な非トルコ系少数民族の存在を許さないというものであった。
最初の外交的行動の一つに、トルコの唯一の正統な代表として、アタチュルクは交渉し、1923年1月30日に『ギリシャとトルコの住民交換の合意書』に、エレフテリオス・ヴェニゼロスおよびギリシャ王国政府と署名した。
講和会議は、「第1次バルカン戦争」以来起きた人口の移動全てに遡及効を有した（i.e. 18 October 1912 (article 3)）。

その時には、住民交換は1923年5月1日より発効することになっていたし、戦争前のトルコのエーゲ海沿岸部のギリシャ人のほとんどは既に立ち去っていた。
住民交換にはアナトリア中央とポントスとカルスに残されたギリシャ人（ギリシャ語とトルコ語を話せる）、合わせて189,916人ほどが巻き込まれた。
354,647人のイスラム教徒が巻き込まれた。
したがって合意は単に、ギリシャとトルコの人口において既に起きていることを追認したに過ぎない。
120万人のギリシャ人が住民交換に巻き込まれたことについても、およそ15万人だけがきちんとした方法で再定住した。
多数は既に1922年の希土戦争での敗北で退却したギリシャ軍とともに立ち去っていたのである。一方、他のギリシャ人はスミルナの海岸から逃げたのである。ギリシャ人の一方的な国外脱出は既に進行段階にあり、国際法的な保証によって住民交換に変容させたのである
。
ギリシャでは、それは「小アジアのカタストロフィ」（: Μικρασιατική καταστροφή）と呼ばれる希土戦争の出来事の一部であった。主だった難民の排除や住民の移動は、バルカン戦争、第一次世界大戦、トルコ独立戦争の後に既に起きていた。
これらには35万人のギリシャのイスラム教徒（ほとんどがのギリシャ系イスラム教徒）と120万人の小アジア、東トラキア、トラブゾン、アナトリア北東のポントス山脈のギリシャ人とかつてのロシア帝国のカルス・オブラスト州だった南コーカサスのコーカサスギリシャ人、彼らは第一次世界大戦ののちの短期間同地域に残っていた、が含まれていた。
会議は次のような住民に影響を与えた。アナトリア中央のギリシャ正教徒(カッパドキア)、イオニア地方（イズミル、アイワルクなど）、ポントス地方（トラペンズンダ、サンプスンタなど）、かつてのロシア領のコーカサス地方のカルス（カルス・オブラスト）、ブルサ、ビテュニア 地域（イズミット (ニコメディア), カドゥキョイ (カルケドン) など）、東トラキアそしてほかの地域のギリシャ人が追放、あるいは公にトルコ領での市民権を奪われた。
およそ35万人がギリシャから追放され、主にトルコ系イスラム教徒、そして他にはギリシャ系イスラム教徒、ロマ系イスラム教徒、ポマク、 シャム・アルバニア人、 メグレノ・ルーマニア人とデンメーが含まれていた。
この時には、ローザンヌ会議は開催されていた。ギリシャ人住民の多くは既にアナトリアを離れており、ギリシャ軍の撤退後も留まっていた20万人のギリシャ人も排除された。
他方で、ギリシャのイスラム教徒はアナトリアのギリシャとトルコの紛争に巻き込まれることなく、ほぼ無事のままであった。

## その後

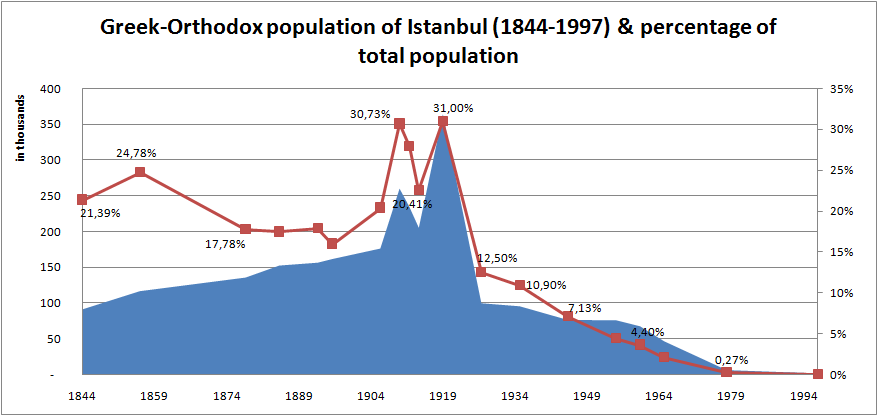
イスタンブールのギリシャ人人口と、都市人口にたいするパーセンテージ（1844年–1997年）。ポグロムとトルコの政策はギリシャ人コミュニティをほぼ一掃した。

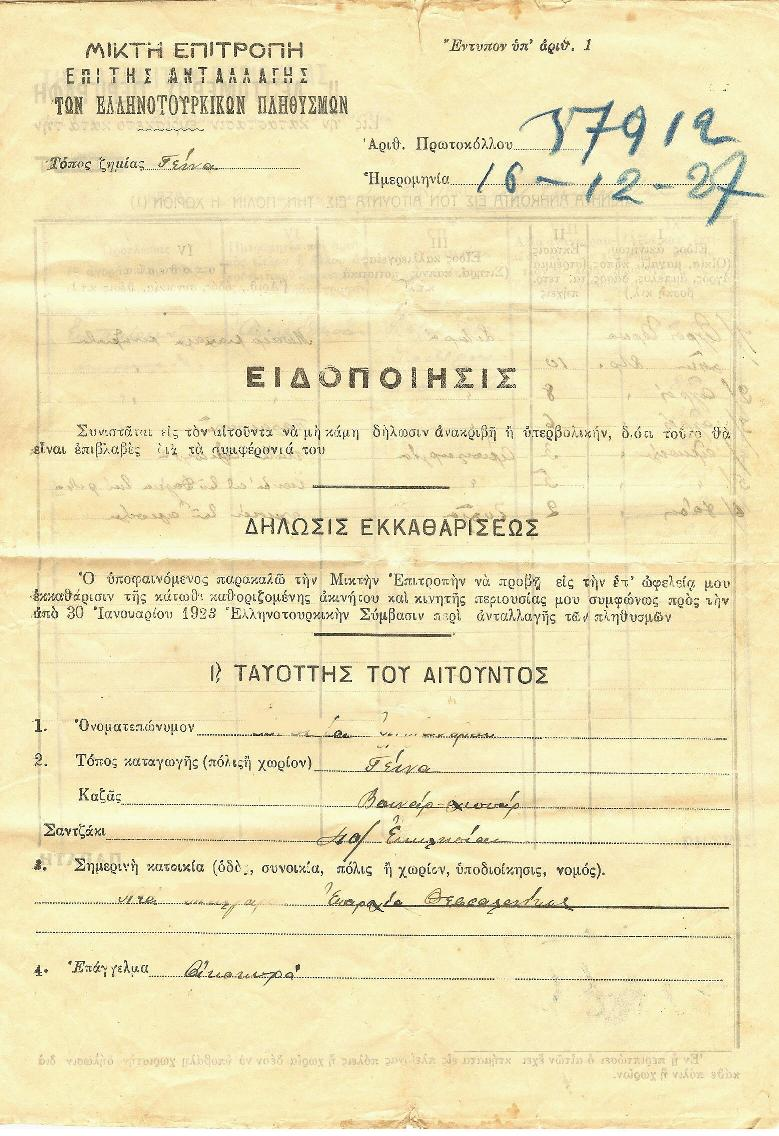
ギリシャとトルコの住民交換の間にイェナ(Kaynarca) からテッサロニキへ出された『資産宣言』(1927年12月16日)

西トラキアのトルコ人とイスラム教徒は、イスタンブールおよびギョクチェアダ島（ギリシャ名インブロス島）やボズジャ島（ギリシャ名テネドス島）といったエーゲ海諸島のギリシャ人同様に移送を免除されていた。
トルコ共和国によって実行された、トルコのギリシャ市民を30種の商業、仕立屋、大工から医者、法律家に至る専門職から締め出す1932年の法律のような懲罰的な対応とイスタンブール、インブロス島とテネドス島のギリシャ人の不動産の削減は相互に関係があった。
最も数の多い住民交換の対象とされたギリシャ人によって放棄された資産は、それらは「放棄され」、したがって国家の所有であると宣言され、トルコ政府によって没収された。
資産は、裁判所の下、かつての所有者を「逃亡者」とラベリングすることで、任意に没収された。
加えて、ギリシャ人の多くの実物資産は「届け出がない」と宣言され、続いて所有権は国家によって推測された。
結果として、ギリシャ人の実物資産のより大きな部分はトルコ政府によって二束三文で売却された
放棄資産委員会の枠組みのもとで運営されている分科委員会は放棄資産の売却の仕事を継続するために、住民交換された個人の検証に着手した。
1942年にトルコの裕福な非イスラム教徒に課されたトルコ語でw:Varlık Vergisiと呼ばれる資産への税金はまた、トルコの民族的ギリシャ人ビジネスパーソンの経済的ポテンシャルを削減することに寄与した。
1955年のイスタンブール・ポグロムのような暴力事件はアルメニア人、ユダヤ人マイノリティ同様に主に民族的ギリシャ人コミュニティに対して向けられたもので、1924年に20万人強の、2006年には2500人以上のギリシャ人マイノリティが減少し、ギリシャ人の国外への移住を加速させた。
1955年、イスタンブールポグロムがギリシャ人をギリシャへ追い出すためにイスタンブールの最大のギリシャ人居住地で起きた。
対照的に、ギリシャのトルコ人コミュニティは14万人へと規模を増大させている。
同じようにクレタ島の住民の様相はかなり変化した。クレタ島のギリシャ語・トルコ語を話すイスラム教徒の住民(w:Cretan Turks)は主にアナトリア沿岸に移住しただけでなく、シリア、レバノン、エジプトにも移住した。これら人々の中には、この日から民族的にギリシャ人と自己の規定するものもいた。

逆に小アジアのギリシャ人、主にスミルナ出身の者、はクレタ島に渡り、独自の方言、習慣、食生活をもたらした。
ブルース・クラークによれば、
ギリシャ、トルコ両国の指導者は国際社会のいくつかの集団同様に、彼らそれぞれの国での民族的同一化の結果は、建設的で安定したものであるとみていた。なぜならそれがこれら2か国において国民国家の性格を強化することを助けるからである。
同時に、強制された追放は明らかな問題を有していた。住み慣れた土地から強制的に除去されることのような社会的、そしてよく発達した家業を捨てるといった一層実際的なものである。
国はまた他の実用的な問題を有していた。例えば、10年たった後でも、アテネにある特定の急ごしらえされた地区が、小アジアから逃げてきた住民を受け入れる間に限られた予算内で素早く建造された居住地であることに気付くことができた。
今日にいたるまでギリシャ人とトルコ人はなお資産を有し、イスタンブールのカドゥキョイのような地区でさえ、住民交換以来放棄されたものが残されている。

### 民族集団

#### トルコ国民とされたもの
- w:Cretan Turks:クレタ島のトルコ人
- w:Greek Muslims:ギリシャのイスラム教徒
- ヴァラアデス - ギリシャ・マケドニアのギリシャ語話者のイスラム教徒

#### ギリシャ国民とされたもの
- w:Cappadocian Greeks:カッパドキアのギリシャ人
- w:Pontic Greeks:ポントス人
- w:Caucasus Greeks:カフカス・ギリシャ人